# زمین‌لرزه ژوئن ۱۹۴۸ چین
زمین‌لرزه چین  در تاریخ ۲۷ ژوئن ۱۹۴۸ میلادی، برابر با ‎۶ تیر ۱۳۲۷، ساعت ۰:۰۸:۲۳ به زمان یوتی‌سی در چین رخ داد. بزرگی آن ۶٫۸ در مقیاس ریشتر اعلام شده‌است. زمین‌لرزه به وقت محلی در روز یکشنبه، ساعت ۸ روی داده و منطقه زمانی آن یوتی‌سی +۸ بوده‌است .
سازمان زمین‌شناسی آمریکا نیز جای این زمین‌لرزه را در مختصات ۲۶°۲۴′شمالی ۹۹°۴۲′شرقی / ۲۶٫۴°شمالی ۹۹٫۷°شرقی و بزرگی آنرا برابر با ۶٫۸ در مقیاس ریشتر اعلام کرده‌است. 
شمار کشتگان زلزله حدود ۲۸۰ نفر بوده‌است. تعداد زخمیان ۲۲۸ نفر برآورده شده‌است.